# Cuora zhoui
La tartaruga scatola di Zhou (Cuora zhoui Zhao in Zhao, Zhou & Ye, 1990) è una rarissima specie di tartaruga della famiglia dei Geoemididi.

## Descrizione
Il carapace, di solito grigio o marrone, è moderatamente bombato, lungo meno di 200 mm e debolmente tri-carenato negli adulti. Il piastrone è nero, con una caratteristica macchia centrale gialla che si sviluppa sulle coppie di scuti pettorali, addominali e femorali; gli scuti anali sono intaccati e talvolta bordati di giallo. La testa è giallo-bruna, con una banda giallastra finemente bordata di nero che si estende dall'apice del capo fino al timpano, passando attraverso le orbite. I maschi hanno il piastrone leggermente concavo e la coda relativamente più lunga delle femmine.

## Distribuzione e habitat
Considerando la localizzazione dei mercati alimentari dove è stata rinvenuta questa specie, si suppone che essa sia nativa della provincia cinese di Guangxi e, forse, anche del Vietnam. Non essendo disponibili dati sulla sua presenza in natura, s'ipotizza che l'habitat sia rappresentato dai sistemi lotici collinari. In cattività C. zhoui si mostra prettamente acquatica, restando infossata nel fondale per lungo tempo.

## Biologia
La dieta è onnivora.

## Conservazione
C. zhoui è una specie fortemente minacciata e scarsamente conosciuta. La quasi totale assenza di informazioni sullo status e sulla distribuzione in natura rende fondamentale la gestione degli individui allevati in cattività.